# ТЕС Кастехон (HC Energia)
ТЕС Кастехон (HC Energia) – теплова електростанція на північному сході, споруджена компанією HC Energia. Також відома як Кастехон-1/Кастехон-3, тоді як позначення Кастехон-2 відноситься до ТЕС Кастехон компанії Iberdrola.
В 2002 році на майданчику станції ввели в дію парогазовий блок комбінованого циклу Кастехон-1 потужністю 429 МВт, в якому одна газова турбіна живить через котел-утилізатор одну парову турбіну. 
В 200 році ТЕС доповнили парогазовим блоком комбінованого циклу Кастехон-3 потужністю 426 МВт, в якому одна газова турбіна живить через котел-утилізатор одну парову турбіну. 
Як паливо станція використовує природний газ, що надходить до регіону по трубопроводу Тівісса – Аро – Бергара.
Воду для охолодження отримують з річки Ебро.
Видача продукції відбувається під напругою 400 кВ.